# Гугнин, Александр Александрович
Алекса́ндр Алекса́ндрович Гугни́н (3 мая 1941, Москва — 15 июня 2021, Полоцк, Витебская область) — советский, российский и белорусский литературовед, критик и переводчик. Доктор филологических наук (1998), профессор (1999).

## Биография
Родился 3 мая 1941 года в Москве. В 1953 году семья переехала в Полоцк. Отец, Гугнин Александр Павлович, работал директором Полоцкого лесного техникума, до этого являлся заместителем министра лесного хозяйства ЛитССР. Дядя, Гугнин Николай Павлович, лётчик-ас времён Великой Отечественной войны, Герой Советского Союза.
В 1958 году окончил Полоцкую СШ № 1. Получил путевку на ударную комсомольскую стройку в Новополоцке, работал в бригаде передовика Петра Блохина. В 1972 году окончил филологический факультет Московского государственного университета, в 1975 году — аспирантуру этого же факультета. В 1976 году защитил кандидатскую диссертацию «Основные этапы развития поэзии Л. Уланда».
В 1972 году работал в «Литературной газете». В 1976—1977 годах являлся редактором журнала «Иностранная литература». В 1978—1982 годах работал научным редактором издательства «Прогресс», затем — заведующим редакцией художественной литературы на иностранных языках издательства «Радуга». В 1982—1983 годах заведовал редакцией литературы на иностранных языках (оригинала) издательства «Радуга». Затем работал в Институте славяноведения и балканистики Российской академии наук: с 1983 года старший научный сотрудник, с 1993 года — руководитель Центра славяно-германских исследований, с 1998 года — ведущий научный сотрудник. В 1998 году защитил докторскую диссертацию «Основные этапы развития серболужицкой литературы в славянско-германском контексте».
С 1999 года заведующий кафедрой мировой литературы и культурологии Полоцкого государственного университета. В 2005 году при кафедре был открыт «Кабинет мировой литературы». Его основу составила личная библиотека Александра Александровича Гугнина, подаренная Полоцкому государственному университету безвозмездно. Это свыше 20 000 томов на русском, белорусском, английском, немецком, французском, латинском языках.
Скончался 15 июня 2021 года в Полоцке от коронавирусной инфекции.

## Научная деятельность
Исследования А. А. Гугнина посвящены истории литератур Австрии, Германии и немецкоязычной Швейцарии, а также изучению русско-немецких и немецко-русских литературных взаимосвязей. В ряде монографических работ А. А. Гугнина рассматривается история серболужицкой литературы.
В фокусе постоянного интереса исследователя — теория, история и практика художественного перевода.

## Общественная и литературная деятельность
Являлся членом Международного общества Гёте в Веймаре (1987), Общества Гёльдерлина в Тюбингене (1990), Матицы серболужицкой в Будишине (Баутцене) (1995), Международного общества Рихарда Вагнера (1996). Возглавлял творческую Секцию художественного перевода в Белорусском литературном союзе «Полоцкая ветвь».
Основатель и издатель книжной серии «Проблемы истории литературы» (1996).
Начал публиковаться с 1959 года в газетах «Сцяг камунізма» и «Знамя новостройки» Полотчины. Его творчество, а также статьи о нём самом публиковала газета «Вестник культуры». Переводил на русский язык немецкоязычных и славянских писателей. Участник коллективных поэтических сборников «Пути земные и иные» (Новополоцк, 1993) и «Пленник земных горизонтов» (Москва — Полоцк, 1996).

## Основные труды
С 1970 года опубликовал более 500 научных и литературно-критических работ (в том числе 11 книг и брошюр).
- Современная литература ГДР. — М., 1987.
- Серболужицкая литература эпохи романтизма. — М., 1994.
- Серболужицкая литература эпохи Просвещения. — М., 1994.
- Серболужицкая литература эпохи Национального Возрождения XIX века. — М., 1995.
- Гугнин, А. А. Введение в историю серболужицкой словесности и литературы от истоков до наших дней. — М.: Научный центр славяно-германских исследований ИСБ РАН, 1997. — 224 с. — ISBN 5-7576-0063-2.
- Магический реализм в контексте литературы и искусства XX века. — М., 1998.
- Австрийская литература XX века. — Новополоцк — М., 2000.
- Серболужицкая литература XX века в славянско-германском контексте. — М., 2001.
- Немецкая литература XIX века : от романтизма до бидермайера. — Новополоцк — М., 2002.

## Награды и премии
- 26 декабря 2011 года награждён Медалью Франциска Скорины.
- 24 июля 2019 года награждён Орденом Франциска Скорины.